# Waldemar Gasper
Waldemar Gasper (ur. 1962) – polski dziennikarz, publicysta, polityk i menedżer.
Z wykształcenia jest polonistą. Absolwent KUL. Publikował w kwartalniku „Res Publica”, był również redaktorem naczelnym kwartalnika „Debata”. W TVP, w czasach prezesury Wiesława Walendziaka, kierował redakcją kulturalną. Stworzył formułę Programu Pierwszego TVP. Później współtworzył ogólnopolską katolicką rozgłośnię Radio Plus. Przed wyborami parlamentarnymi w 1997 prowadził kampanię wyborczą AWS. Był doradcą premiera Jerzego Buzka ds. polityki kulturalnej i środków masowego przekazu. Współzakładał i kierował Telewizją Puls. Należał do Opus Dei.
W lutym 2016 r. został powołany przez Zarząd TVP S.A. na stanowisko dyrektora Biura Reklamy.